# 壽福院
壽福院（1570年—1631年4月7日）是加賀藩藩祖前田利家的側室。第3代藩主前田利常的母親。異母兄有善住院日淳。妹妹有八重（大文字屋新十郎的妻子）。

## 生平
父親是朝倉氏家臣上木新兵衛。母親是朝倉氏家臣岡崎右京的女兒。在父親死後，因為母親再嫁給小幡九兵衛而改姓小幡氏。
因為成為前田利家的正室松（芳春院）的侍女而進入前田家，在文祿慶長之役中負責照顧留守在名護屋的利家時，因為美貌而被納為側室。在名護屋懷孕並誕下四男利常（後來的第2代藩主）。
本名是千代。在仕於前田家時，因為與家中的六女千世的名字讀音相同（日語讀音），於是改名為千代保。因為居住在金澤城東丸而被稱為東丸殿。
壽福院是熱心的日蓮宗徒。在慶長6年（1601年）邀請養仙院日護並在金澤建立經王寺。在慶長8年(1603年)決定以能登的妙成寺為菩提寺，依次建立了本堂、五重塔、三十番神堂、祖師堂、鐘樓、山門等。
慶長19年（1614年），在第2代藩主利長死後，因為壽福院的兒子利常成為第3代藩主，於是代替芳春院去往江戶成為人質。順帶一提，壽福院與芳春院不和的事都是為人廣知，在江戶藩邸見到面亦沒有任何交流。
與德川家康的側室養珠院（阿萬之方）相當親密，兩人一同篤信日蓮宗。建立了甲斐身延山久遠寺的五重塔、身延山山中的院思親閣祖師堂、正中山法華經寺的五重塔、鎌倉長興山妙本寺的五輪塔、京都具足山妙顯寺的十一重石塔等，在安房國的誕生寺奉納了法華經。
在寬永8年（1631年）於加賀藩江戶屋敷死去。在池上本門寺中進行荼毘（即火葬）後，再在金澤的經王寺進行葬禮，骨灰被放在能登的妙成寺。法名是壽福院殿華岳日榮大姉。

## 登場作品
小說
- 『われに千里の思いあり』（中村彰彦 北國新聞 2007年1月 角色名字：）

電視劇
- （1988年 NTV 演員：泉平子）
- （1999年 NHK 演員：小川範子）
- 『利家與松』（2002年 NHK大河劇 演員：田畑智子）

## 外部連結
- 金沢市・寿福山経王寺のホームペ－ジ 寿福院日榮 （页面存档备份，存于）